# Sisymbriopsis
Sisymbriopsis es un género de plantas fanerógamas de la familia Brassicaceae. Comprende cinco especies. 

## Especies seleccionadas
| - Sisymbriopsis mollipila - Sisymbriopsis pamirica - Sisymbriopsis schugnana - Sisymbriopsis shuanghuica - Sisymbriopsis yechengnica |

- Datos: Q10372254
- Especies: Sisymbriopsis